# Phreatia
Phreatia là một chi khoảng 150 loài phong lan, phân bổ ở Ấn Độ, Đông Nam Á, Indonesia, New Guinea, Úc, và quần đảo Thái Bình Dương.